# Осово (Вжесінський повіт)
Осово (пол. Osowo) — село в Польщі, у гміні Вжесня Вжесінського повіту Великопольського воєводства.
Населення — 194 особи (2011).
У 1975-1998 роках село належало до Познанського воєводства.

## Демографія
Демографічна структура станом на 31 березня 2011 року:
|          | Загалом | Допрацездатний вік | Працездатний вік | Постпрацездатний вік |
| -------- | ------- | ------------------ | ---------------- | -------------------- |
| Чоловіки | 94      | 25                 | 57               | 12                   |
| Жінки    | 100     | 27                 | 53               | 20                   |
| Разом    | 194     | 52                 | 110              | 32                   |